# Championnat National 2
Championnat National 2, thường được gọi là National 2 và trước đây gọi là Championnat de France Amateur (CFA), là một giải đấu bóng đá Pháp. Giải đấu đóng vai trò là tầng thứ tư của hệ thống giải bóng đá Pháp sau Ligue 1, Ligue 2 và Championnat National. Được tranh tài bởi 64 câu lạc bộ, Championnat National 2 hoạt động trên một hệ thống thăng hạng và xuống hạng với Championnat National và Championnat National 3, bộ phận thứ năm của bóng đá Pháp. Các mùa diễn ra từ tháng 8 đến tháng 5, với các đội trong bốn bảng thi đấu 32 trận, có tổng cộng 1280 trận trong mùa. Hầu hết các trận đấu được chơi vào thứ bảy và chủ nhật, với một vài trận đấu được chơi vào các buổi tối trong tuần. Trận đấu thường xuyên bị đình chỉ vào cuối tuần trước Giáng sinh trong hai tuần trước khi trở lại vào tuần thứ hai của tháng một.
Championnat de France amateur được thành lập bởi Liên đoàn bóng đá Pháp vào năm 1927 và bao gồm các nhà vô địch giải đấu nghiệp dư khu vực. Giải đấu đóng vai trò là bộ phận đầu tiên của bóng đá Pháp cho đến năm 1929 trước khi giải đấu được chuyển đổi thành giải đấu chuyên nghiệp tồn tại đến ngày nay vào năm 1932. Hóa thân hiện tại của giải đấu là một thương hiệu đơn giản của CFA, được thành lập vào năm 1993 với tên gọi National 2 và tồn tại trong 5 năm trước khi chuyển đổi thành tên CFA vào năm 1998 và tên National 2 vào năm 2017. Hầu hết các câu lạc bộ tham gia giải đấu là các câu lạc bộ nghiệp dư, do đó có tên giải đấu, nhưng một số ít các câu lạc bộ là bán chuyên nghiệp. Các trận đấu trong giải đấu thu hút trung bình từ 800 đến 1.000 khán giả mỗi trận. Tuy nhiên, mức trung bình này được kéo xuống bởi các lượt xem cực nhỏ cho các trận đấu của đội dự bị sân nhà của các đội bóng lớn.

## Lịch sử
Giải vô địch nghiệp dư của Pháp được tạo ra vào năm 1993 dưới tên gọi National 2 với tư cách là thừa kế của Giải hạng 3 hiện không còn tồn tại. Sự ra mắt của giải đấu trùng với việc thành lập Championnat National, bộ phận thứ ba của bóng đá Pháp, thường được gọi là Quốc gia. Trong ba năm đầu tiên của cuộc thi, một nhà vô địch nghiệp dư đã đăng quang tại Pháp bất kể câu lạc bộ là nghiệp dư hay đội dự bị. Năm 1998, Liên đoàn bóng đá Pháp đã thay đổi định dạng của cuộc thi tạo ra hai bảng riêng biệt; một cho các câu lạc bộ nghiệp dư và một cho các đội dự bị của các câu lạc bộ chuyên nghiệp. Các bảng kép cho phép giải đấu tuyên bố một nhà vô địch cho những đội nghiệp dư và dự bị với bốn giải đấu đội được tổ chức sau khi kết thúc giải đấu để xác định các nhà vô địch. Đồng thời cuộc thi được đổi tên thành Championnat de France Amateur (CFA). Năm 2001, liên đoàn đã kết thúc phong cách này và trở lại định dạng ban đầu cho phép cả các câu lạc bộ nghiệp dư và các đội dự bị được nhóm lại với nhau dựa trên vị trí khu vực của họ. Người chiến thắng của mỗi nhóm sau đó sẽ được thăng hạng lên Championnat National, trừ khi câu lạc bộ là đội dự bị. Trong khi đó, các đội dự bị tiếp tục sử dụng định dạng trước đó với các đội dự bị tốt nhất của mỗi nhóm được đưa vào một giải đấu để quyết định nhà vô địch của đội dự bị.
Năm 2017, FFF đã tổ chức lại bóng đá nghiệp dư dọc theo đường tái tổ chức năm 2016 của Khu vực Pháp, tạo ra Championnat National 2 và Championnat National 3 để thay thế CFA và CFA2. Đối với National 2, điều này có hiệu lực chỉ là thay đổi tên, trong khi National 3 chứng kiến sự tái cấu trúc lớn.

## Định dạng thi đấu
Sáu mươi bốn câu lạc bộ tham gia mỗi mùa. Các câu lạc bộ được chia thành bốn bảng 16 đội với liên kết nhóm của họ dựa trên vị trí khu vực. Giải đấu dành cho các đội dự bị tốt nhất ở Pháp và các câu lạc bộ nghiệp dư ở Pháp, mặc dù chỉ có các câu lạc bộ nghiệp dư mới đủ điều kiện để thăng hạng lên Championnat National. Trong suốt một mùa giải, thường là từ tháng 8 đến tháng 5, mỗi câu lạc bộ gặp các đội khác trong nhóm của họ hai lần, một lần tại sân vận động của họ và một lần tại đối thủ của họ, trong tổng số 30 trận. Các đội được xếp hạng theo tổng số điểm, sau đó là hiệu số bàn thắng, và sau đó là số bàn thắng ghi được. Vào cuối mỗi mùa giải, câu lạc bộ có nhiều điểm nhất, bất kể nhóm nào, được trao vương miện vô địch và thăng hạng lên Championnat National. Nếu các điểm bằng nhau, kết quả trận đấu đối đầu, tiếp theo là hiệu số bàn thắng, và sau đó số bàn thắng ghi được sẽ quyết định đội  chiến thắng. Nếu vẫn bằng nhau, các đội được coi là chiếm vị trí tương tự. Nếu có một sự ràng buộc cho chức vô địch hoặc cho xuống hạng, một trận đấu play-off tại một địa điểm trung lập quyết định thứ hạng. Ba đội nghiệp dư có vị trí cao nhất trong các nhóm khác cũng được thăng hạng, trong khi 3 đội xếp hạng thấp nhất từ mỗi nhóm được xuống hạng Championnat National 3 và tám đội chiến thắng trong tám nhóm và bốn đội đứng thứ hai hàng đầu từ Championnat National 3 được thăng chức ở vị trí của họ.

## liên kết ngoài
- Trang web chính thức của Fédération française de Football
- Championnat National 2 Lịch thi đấu (tiếng Anh)